# Litauisk litteratur
Artikeln ger en överblick över den litauiska litteraturens utveckling. Avsnittet  De sovjetiska åren - 1944 till 1970 skildrar de svåra villkoren för litterär produktion snarare än rekapitulerar enskilda författarskap. 

## Den tidigaste litauiska litteraturen
Litauen har upplevt endast två perioder av längre frihet: mellankrigstiden och åren efter utbrytningen ur Sovjetunionen 1991. Det finns givetvis ett samband mellan ofriheten och litauiska språkets svaga ställning genom tiderna. Fram till 1700-talets mitt var litterär användning av litauiska närmast utesluten. Under de första litauiska härskarna dominerade latinet och vid sidan av detta användes – helt fram till 1697 – ett inlånat slaviskt skriftspråk, släkt med vitryskan. 
Sedan universitetet i Vilnius grundlagts 1579 blomstrade stadens artistiska och intellektuella liv. Kompetens och impulser flödade in genom att vittra européer tillreste för att forska, undervisa, upprätta bibliotek, starta tryckerier och förlag. Detta ledde dock inte till att litauiskan slog igenom som litterärt språk. Av den ökade betoning av folkspråkens betydelse som reformationen fört med sig i andra delar av Europa syntes mycket lite i på det litauiska området. Religiösa skrifter - katekeser och psalmböcker - utkom i litauisk översättning under 1500-talet, men översättningen av bibeln till litauiska bromsades av den inflytelserika jesuitmiljön i Vilnius. Det var dock inte fråga om något egentligt motstånd mot folkspråkets användning. Tvärtom fanns i de påvetrogna leden ivriga förespråkare av litauiskan, däribland bönediktarna Daukšas och Širvydas. Från det tidiga 1600-talet finns särskilt två litauiska latindiktare att lägga märke till: humanisten Radvanus och Matthias Casimirus Sarbievius (1578-1640). Den senare utgav 1625 samlingen Lyricorum, en skrift med världsrykte bland boksamlare tack vare en titelbladsillustration signerad flamländske målaren Peter Paul Rubens. 
När latinet tappade terräng som litterärt språk var det inte litauiskan som kom i stället. Det polska inflytandet över Litauen hade tilltagit allt sedan det litauiska området kristnades på 1400-talet. 1569 smältes de litauiska och polska områdena samman till en – som det skulle det visa sig – långlivad förening, Lublinunionen. Statsbildningen bestod av två på papperet självständiga stater, valkungadömet Polen och storhertigdömet Litauen. Rzeczpospolita – en polsk form av latinets res publica - används som en samlande beteckning om unionen som kom att bestå mellan 1569 och 1795. Nationalencyklopedin använder benämningen Adelsrepubliken. Polskan blev därmed unionens och litauernas huvudspråk. Långt ifrån alla accepterade polskans upphöjda status. Redan i litauisk krönikelitteratur från 1520-talet återspeglas antipolska stämningar. Krönikeskrivarna gjorde en fantasirik koppling mellan uppkomsten av den litauiska kulturen och romarriket genom att utropa litauerna till arvtagare av en romersk folkspillra som den sista hunnerstöten skulle ha fördrivit till Östersjöns östra strand. De litauiska krönikeberättarna var givetvis inte mycket stolligare än samtida svenska företrädare för göticismen. En intressant forskaruppgift skymtar i frågan huruvida de litauiska krönikörerna påverkats av Johannes Magnus och Olaus Magnus verk Historia de omnibus gothorum sveonumque regibus (Alla göta- och sveakonungars historia) och Historia de gentibus septentrionalibus (Historia om de nordiska folken) - två arbeten som veterligen lästes av samtidens lärda i Europa.  
1600-talets virrvarr av krig, svält och pest gjorde kraftiga inhugg i den litauiska befolkningen. Den ökade dödligheten frigjorde stora jordbruksområden som emellertid snart återbefolkades av framförallt tyska, österrikiska och schweiziska kolonister och snart hade tyska seglat upp som det ledande språket i Litauen. 1700-talets profana litauiska bokproduktion går fort att rekapitulera: en utgåva, Aisopos fabler i översättning. Ändå var 1700-talet det sekel då den litauiska skaldekonstens fader Kristijonas Donelaitis (1714-1780) levde och verkade. Donelaitis prästvigdes efter teologistudier vid Königsbergsuniversitetet och tog därefter tjänst i Tolminkiemis, ett mindre pastorat i nuvarande Kaliningradområdet. Där förblev han livet ut. Hans största diktverk är Metai (Årstiderna) - en 2997 verser lång hexameterskildring av liv och arbete i det litauiska bondesamhället såsom det tedde sig vid 1700-talets mitt. Metai skildrar bland annat konsekvenserna av att en invandrad överklass härskade över en ofri litauisk lantarbetarbefolkning; men tvärtemot vad man kunde förmoda är skildringen humoristisk. Festliga episoder ingår som skildringen av ett bondbröllop vilket läsaren får följa från det att inbjudan går ut med ridande kurir, fram till att gästerna raglar hemåt på nattkröken. Donelaitis var pietistiskt lagd. Knappa villkor hade präglat hans uppväxt och i Metai pläderar diktaren för det enkla livet och människans förädling genom arbete. 
Donelaitis fick aldrig uppleva de egna dikterna på pränt. Det dröjde till 1818 innan första utgåvan av Metai förelåg och då i en tysk, friserad tolkning med titeln Das Jahr in vier Gesangen.  Att Tolminkiemis invånare likväl kände till Metai berodde på att deras diktarpräst utan blygsel gärna deklamerade den egna versen från predikstolen under söndagarnas högmässa.

## Nationellt uppvaknande
Den tyska dominansen över Litauen varade till 1795. Då tillföll den litauiska delen av adelsrepubliken tillsammans med Kurzeme (Kurland) Ryssland genom ett politiskt arrangemang mellan tidens stormakter  –  Polens tredje delning. De etthundratio åren som sedan följde präglades av ryska försök att bryta sönder den litauiska kulturen och hårdnackad litauisk kamp för att motstå den ryska kulturdominansen. 
Vid ingången till 1800-talet var Baltikum en jordbruksekonomi där livegenskapen inskränkte individens rörlighet och möjlighet till personliga uttryck. Diktaren Dionizas Poškas (1757-1853) behandlade detta tema i sin dikt Mužikas žemaišiu ir Lietuvos, Žemaitiens  och Litauens bonde. Žemaitija är den litauiska benämningen för det historiska Samogitien, den nordvästra delen av dagens Litauen, kustområdet mellan Kaliningrad och lettiska Kurzeme. Dikten kom till någon gång mellan åren 1815 och 1825 men publiceringen skedde efter diktarens död – mer än ett halvsekel därpå. Bondedikten uppmanade knappast till uppror mot den rådande ordningen, men påpekade åtminstone sociala missförhållanden. Idag saknas inte litteraturhistoriker som ifrågasätter diktens originalitet, för till stor del verkar Poškas ha byggt på en polsk förlaga, Chlop polski, Polens bonde. Den något yngre Simonas Daukantas (1793-1864) gjorde en litteraturhistorisk insats genom insamling av folkvisematerial vilket utgavs under titeln Žemaitiens sånger. 
Litauiska folkliga protester 1831, 1836 och 1864 krossades brutalt av de ryska generalguvernörerna som därpå följde upp med repressalier, vilka i första hand angrep den litauiska självkänslan. Vilniusuniversitetet stängdes 1832. Därefter utsattes kyrkan och skolan för intensiva förryskningskampanjer. Intellektuella, däribland åtskilliga författare avrättades eller transporterades till fångläger inne i Ryssland. Ett totaltförbud infördes mot att trycka, utge, importera eller förmedla litauiska texter och texter över huvud taget skrivna med romerskt alfabet. Inskränkningen kom att bestå i fyrtio år – mellan 1864 och 1904. De hårda straffmetoder som drabbade Litauen var ingen nyhet inom det tsarryska imperiet. Samma behandling hade tidigare tvingat ugriska folk längs Volga till underkastelse. Tryckförbudet hatades givetvis av litauerna och tsarens ministär gjorde ett försök att blidka opinionen genom att utge pedagogiska och skönlitterära texter på litauiska, men bara i transkriberad form, med kyrilliska skrivtecken. Denna bokserie med titeln Grashdanka lär emellertid i stor utsträckning ha bojkottats av de litauiska läsarna. 
Värre omständigheter för litterär verksamhet är det svårt att föreställa sig. Att det litauiska språket skulle överleva tryckförbudet var ingen självklarhet under 1870-talet. Situationen pressade dock fram kreativa lösningar. Bokproduktionen flyttade utomlands, främst till Polen och Ostpreussen. Därifrån smugglades tryckalstren tillbaka genom ett nätverk av bokbärare (knynešiu). Ett annat knep var att kontrafaktiskt datera böcker, det vill säga falskeligen förse nytryckta utgivelser med ett tidigare utgivningsår än 1864, det år då förbudet hade trätt ikraft. Perioden 1891-1903 kunde den tsarryska underrättelsestjänsten okhrankan beslagta omkring 200 000 illegalt insmugglade böcker, uppskattningsvis 6-8 procent av den totala bokproduktionen i exil. Om man räknar med lite svinn kommer man fram till att ändå 90 procent de böckerna utifrån nådde fram till sina litauiska läsarna. Pressförbudet knäckte alltså inte den litauiska litteraturen; snarare satte förbudet litteraturen i fokus. Språk- och tryckförbudet kom att upphävdas 1904 och samma år kunde universitetet i Vilnius öppna åter.
Trots de svåra villkoren skrevs betydande litauisk litteratur under 1800-talet. Simonas Daukantas (1793-1864) introducerade litauiskan i vetenskapliga sammanhang. Vid sidan av banbrytande språkvetenskapliga insatser som att sammanställa och utge ordböcker och folkvisematerial, skrev denne också den första litauiska boken i historieämnet. På det tidiga 1800-talet var avståndet mellan det individuella poetiska uttryck som fanns hos en diktare som Dionizas Poška och den kollektiva folkpoesin minimal. Romantikens första genombrytning i Litauens litteratur kom med Antanas Baranauskas (1836-1902) lyrik. Baranauskas blir väsentligen ihågkommen för den romantiska dikten Anykščiu šilelis (Skogen Anykščiai  1860-61). Han diktade omtöcknad av vemod sedan den ryske guvernören beslutat att låta kalhugga Anyksciai-skogen. Baranauskas skildrade dess skönhet skildras med romantikens alla attribut och samtidigt blixtbelyste han med bilden av ödeläggelsen litauernas ofria situation: maktlösa och kuvade av krigiska grannfolk. 1895 tog den litauiska poesin ett stort steg framåt genom diktarprästen Maironis (1862-1932) och dennes svit Pavasario balsai (Vårens röster). Maironis var ett poetiskt underbarn som redan i skolåren skrev klassisk lyrik, men på grund av språkförbudet, på polska och ryska. Från Maironis hand finns omkring etthundrafemtio dikter bevarade av vilka en handfull tolkats till skandinaviska språk.

## Den första republikanska eran
Rysslands och Tysklands nederlag i första världskriget öppnade dörren för Baltikums frihet. När Estland, Lettland och Litauen proklamerat sig självständiga förändrades litteraturens och yttrandefrihetens villkor. Utländska impulser nådde lättare fram. Samtidigt började en urban estnisk och lettisk kultur växa fram i de tidigare ryskdominerade baltiska städerna. Därmed växte både antalet producenter och konsumenter av skönlitteratur. I Litauen gick urbaniseringen långsammare och den nationalromantiska strömningen visade däremot inga tecken på avmattning. Litauen saknade dock inte en modernistisk litteratur: en futuristisk grupp kallad Fyra vindar och en nihilistisk diktarkrets benämnd Tredje linjen representerade under republikens tidiga år två projekt i modernistisk riktning. Dessutom fanns en marxistisk krets kallad Tredje fronten. De nämnda grupperna uppnådde dock inget genomslag och fick få efterföljare. Litauen var över huvud taget en annorlunda litterär skådeplats där romanen och novellen hade stora svårigheter att etablera sig som bestående genrer. Visst skrevs modernistisk prosa i Litauen. Ett iögonfallande exempel var Ignas Šeinius lättare befängda 1930-talsroman Sigfried Immerselbe förnyar sig, där huvudpersonen, en tysk rasbiolog och nazist, med medicinska metoder föryngrar sig själv, men på kuppen förvandlas till jude. 

## Den litauiska litteraturen från 1970
Till Litauens främsta prosaister under 1970- och 80-talen hörde Bronius Radzevičius (1940-80) och Romualdas Granauskas (f.1939). Den förstnämnde förnyade av novellkonsten, den senare är mest bekant för kortromanen Gyvenimas po klevu, Livet under lönnen, 1988. Denna till formatet korta berättelse handlar om hur jordbrukets tvångskollektivisering sliter sönder naturliga band mellan människorna. En dynamisk och naturnära vardag har förbytts av isolering, tristess, girighet och alkoholism. Så gott som alla män i romanen har antingen supit ihjäl sig eller är på väg att göra det. Livet under lönnen har en vegetationsmystisk dimension: lönnträdets utsträckta grenar täta lövverk bäddar in och skyddar så länge det går den okonstlade människan, men tragiska huvudpersonen Monika Karius. Livet under lönnen utgavs först som ett bidrag i tidskriften Pergale 1986, eftersom den inte passerade censuren som självständig publikation. Boken kom på svenska 1991 (Fripress förlag) som den första litauiska roman översatt till svenska.
Staden var en sällan använd litterär miljö i litauisk prosa helt till slutet av 1980-talet. Efter frigörelsen har dock storstaden hamnat i fokus. Ričardas Gavelis slog igenom med en trilogi om Vilnius. Första boken Vilniaus pokeris (Vilniuspoker 1989) sålde i stora upplagor, över 100.000 exemplar. Gavelis har vittnat om hur han under skrivarperioden levde i ständig skräck att ertappas som systemkritiker och för att skydda sig delade han upp sitt manus och gömde det på olika ställen. Storstaden skildras av Gavelis som en nedbrytande kraft, ett jäsande amoraliskt träsk. 1993 inträffade det fria Litauens första litterära skandal sedan Jurga Ivanauskaitė utkommit med romanen Ragana ir lietus, Häxan och regnet. Ett utdrag av boken finns i svensk översättning i litteraturtidskriften Ariel nr. 5/6 1998, s. 51-64. Handlingens tre kvinnor – den bibliska Maria Magdalena, den medeltida M.V. samt den nutida Vika – har sexuella förhållanden med Jesus Kristus respektive nutida präster. Konflikten ligger i avståndet mellan de självutlämnade kvinnorna och fallokraterna –  Ivanauskaitės benämning på kyrkans dubbelmoraliska auktoriteter. Katolicismens starka ställning i Litauen gjorde den uppståndelse boken väckte fullt begriplig. Kyrkan var synnerligen indignerad och inför en påve Johannes Paulus II:s besök under utgivningsåret beslöt den etiska kommittén under Vilnius stadsfullmäktige att reducera spridningen av boken till tre av huvudstadens boklådor. Man kan knappast ha förstått effekten av beslutet – Ivanauskaitė blev över en natt författarnamnet på allas läppar; efterfrågan på romanen exploderade. Att bryta tabun har varit Jurga Ivanauskaitės kännemärke. I Mėnulio vaikai (Månens barn, 1988) skildrade hon olika marginaliserade grupper i Vilnius – drogmissbrukare, psykiskt sjuka, punkare med vad som ansågs vara ett fränt, urbant språk. Efter ett personligt möte med Dalai Lama har Ivanauskaitė aktivt engagerat sig i Tibetfrågan. I en bok om exiltibetanernas situation i Nepal och Indien drar hon paralleller till Litauens situation under Sovjettiden. 
De sista årtiondenas utveckling inom den litauiska lyriken har präglats av experimentlusta. Dikten har blivit allt mer individualiserad. En av de mest särpräglade lyrikerna är Sigitas Geda. På svenska finns från 2001 Gedas diktsamling Fallande ängel i Palanga (Gondolin förlag). Geda var en av ledarna i den för frihetskampen så viktiga Sajudisrörelsen. Geda inledde sin karriär i slutet av 1960-talet med naturmystiska dikter. Hans senare poesi är fylld av attribut och element hämtade från historiska högkulturer, schamanism och litauisk folklore vilket satte censurapparaten på svåra prov när den skulle avgöra om och i vilken grad Gedas poesi var regimkritisk. En annan betydelsefull litauisk lyriker är Vilniuspoeten Marcelijus Martinaitis (f.1936). Runt figuren Kokotis har Martinaitis byggt diktsamlingen Kokotis ballader, en samling som efter första utgåvan 1977 utgivits flera upplagor. Både Kokotis och dikterna har blivit folkkära. Martinaitis låter den enbente Kokotis ingripa i människornas liv. Han är en storögd och naiv observatör. Att Kokotis dör och återuppstår har tolkats som en analogi till det uthålliga litauiska folkets väg från ofrihet till självständighet.